# Газопереробний завод Джбейсса
Газопереробний завод Джбейсса — підприємство сирійської нафтогазової промисловості, розташоване на північному сході країни.
Завод почав роботу в 1988 році із попутним газом нафтового родовища Джбейсса та продукцією газових родовищ Ал-Хол, Ал-Гона і Маркада. Вінно мав добову потужність по прийому на рівні 1,5 млн м3 та міг вилучати 40 тонн конденсату, 70 тонн зрідженого нафтового газу (пропан-бутанова фракція) та 50 тонн сірки.
У другій половині 1990-х сюди подали ресурс з розташованих північніше газових родовищ Тель-Ауде, Кахтанія і Лейлак, що дозволило провести в 1997—1999 роках модернізацію з доведенням потужності заводу по прийому до 3,2 млн м3 на добу. При цьому підприємство могло щодоби виробляти 3 млн м3 товарного газу (з якого 0,4 млн м3 необхідні для власних потреб), 75 тонн конденсату, 125 тонн попутного нафтового газу та 90 тонн сірки.
ГПЗ може забезпечувати себе електроенергією за допомогою газової турбіни потужністю 11 МВт.
Товарний газ подається до трубопроводу Джбейсса – Хомс.